# Walter Schädelin

Walter Schädelin (ca. 1924)

Walter Schädelin (* 30. Dezember 1873 in Koppigen; † 21. Dezember 1953 in Zürich) war ein Schweizer Forstwissenschaftler und Professor für Waldbau an der ETH Zürich.

## Leben
Walter Schädelin war der Sohn des reformierten Pfarrers Karl Ferdinand Edmund Schädelin und dessen Frau Sophie Elisabeth geborene Andreä. Sein Bruder war der Berner Pfarrer und Hochschullehrer Albert Schädelin.
Nach der Matura studierte er am Polytechnikum Zürich Forstwissenschaften, wo er 1896 sein Diplom und Staatsexamen ablegte. Ab 1897 studierte er ebenfalls Forstwissenschaften an der Universität München bei Heinrich Mayr. Neben diesem Fach studierte er zusätzlich Geschichte, Literatur und Philosophie.
Nachdem er einige Zeit ausserhalb der Schweiz verbracht hatte, bekam er eine Anstellung mit der Aufgabe zur Ausarbeitung von Waldwirtschaftsplänen in Thun und wurde 1899 Oberförster in der Burgergemeinde Bern. 1901 heiratete er Helene Bühlmann. 1924 erhielt er einen Ruf als Ordinarius für Waldbau an der ETH Zürich, deren Lehrwald (Lehrrevier) er von 1927 bis 1939 auch verwaltete. 1940 wurde er emeritiert. Nachfolger auf dem Waldbau-Lehrstuhl wurde noch im gleichen Jahr sein früherer Schüler und Assistent Hans Leibundgut.
Als Forstwissenschaftler in Zürich forderte Schädelin eine Auslesedurchforstung auf wirtschaftlicher und ökologischer Grundlage (sogenannte „Schädelin’sche Auslesedurchforstung“). Sein Hauptwerk, das unter dem Titel Die Durchforstung als Auslese- und Veredelungsbetrieb höchster Wertleistung erstmals 1934 erschien, machte ihn weit über die Schweiz hinaus bekannt und erlebte mehrere Auflagen sowie Übersetzungen in andere Sprachen. Es hatte auch auf den Waldbau in Deutschland grossen Einfluss.
Schädelin hatte neben seinem Brotberuf als Förster und Forstwissenschaftler auch literarische Interessen. Er schrieb Gedichte, die er erstmals 1905 in Buchform veröffentlichte, wofür Burkhard Mangold den Buchschmuck entwarf. Bereits in seiner Zeit als Oberförster der Burgergemeinde Bern besuchte er zudem Lesungen von Hermann Hesse, aus denen sich dann eine lebenslange Freundschaft entwickelte. Unter anderem hat er auch zahlreiche Texte für Chorlieder verfasst, von denen einige von Volkmar Andreae vertont wurden. Auch die Texte zu Andreaes Sinfonischen Fantasie op. 7 für Tenor-Solo, Chortenor, Orgel und Orchester mit den Sätzen Schwermut – Entrückung – Vision stammen von Schädelin.

## Ehrungen
- 1931: Dr. h. c. der Universität Gießen
- 1940: Ehrenmitgliedschaft des Schweizerischen Forstvereins

## Schriften
- Gedichte, Bern 1905.
- Das Ziel. Gedichte, Band 7 der Reihe Sammlung der Privatdrucke, Horgen-Zürich 1928.
- als Mitverfasser: Unser Wald. Heft 2: Hege und Pflege, Bern 1928.
- Die Durchforstung als Auslese- und Veredelungsbetrieb höchster Wertleistung, Bern und Leipzig 1934 (3. neu durchgearbeitete Auflage unter dem Titel Die Auslesedurchforstung als Erziehungsbetrieb höchster Wertleistung, Bern und Leipzig 1942).
- Wald unserer Heimat, Erlenbach und Zürich 1941.

Sein Hauptwerk Auslesedurchforstung als Erziehungsbetrieb höchster Wertleistung wurde nach seinem Tode von Hans Leibundgut in dessen Lehrbuch Die Waldpflege weiterverwendet.